# Baba Hassen
Baba Hassen là một đô thị thuộc tỉnh Alger, Algérie. Dân số thời điểm năm 2002 là 13.827 người.